# Lumines: Electronic Symphony
Lumines: Electronic Symphony  (jap. Originaltitel:  ルミネス エレクトロニック シンフォニー Ruminesu Erekutoronikku Shinfonī) ist ein Computerspiel von Q Entertainment für die tragbare Spielkonsole PlayStation Vita. Es ist der neunte Titel in der Lumines-Reihe des japanischen Game Designers Tetsuya Mizuguchi. Das optisch an Tetris erinnernde Knobelspiel war ein Launchtitel zum Verkaufsstart der Vita 2012 in den USA und Europa. 

## Spielprinzip
| Interpret                  | Titel                                      |
| -------------------------- | ------------------------------------------ |
| 808 State                  | Pacific 707                                |
| Anything Box               | Automatons                                 |
| Aeroplane                  | Superstar                                  |
| Air                        | Kelly Watch The Stars                      |
| Amon Tobin                 | Wooden Toy                                 |
| Aphex Twin                 | Windowlicker                               |
| The Art of Noise           | Close (To The Edit)                        |
| Bebel Gilberto             | Aganju                                     |
| The Beloved                | The Sun Rising                             |
| Benny Benassi              | Good Girl                                  |
| B.T.                       | Embracing The Future                       |
| The Chemical Brothers      | Dissolve                                   |
| The Chemical Brothers      | Hey Boy Hey Girl                           |
| Deep Dish                  | The Future of the Future (Stay Gold)       |
| Faithless                  | Flyin’ Hi                                  |
| Goldfrapp                  | Rocket (Tiesto Remix)                      |
| The Go! Team               | Apollo Throwdown                           |
| Gouryella                  | Gouryella                                  |
| Howard Jones               | Celebrate Our Love                         |
| Ian Pooley                 | What’s Your Number                         |
| Kaskade                    | 4 AM                                       |
| Ken Ishii                  | Sunriser (Publicmind Remix)                |
| LCD Soundsystem            | Disco Infiltrator                          |
| LFO                        | Moistly                                    |
| Mark Ronson & The Business | Bang Bang Bang                             |
| Mylo                       | In My Arms                                 |
| Orbital                    | Never                                      |
| Pet Shop Boys              | Yesterday When I Was Mad (Jam & Spoon Mix) |
| Safri Duo                  | Played-A-Live (The Bongo Song)             |
| SCSI-9                     | Autumn Love                                |
| System F                   | Out Of The Blue                            |
| Underworld                 | Always Loved A Film                        |
| Wink                       | Higher State of Consciousness              |
| Wolfgang Gartner           | Wolfgang’s 5th Symphony                    |

Das Spielprinzip von Lumines wird häufig mit Tetris verglichen, dessen Grundprinzip, Spielfeldaufbau und Erscheinungsbild es imitiert. Seit dem Erstlingswerk Lumines: Puzzle Fusion von 2004 wurde es nur in Detailpunkten ergänzt. Anders als in Tetris bestehen Blöcke in Lumines immer aus 2×2 Steinen. Die Blöcke variieren optisch, da das Programm für jeden der vier Steine einzeln zwischen zwei Farben/Mustern wählt. Die Blöcke fallen  mittig von oben ins Spielfeld und der Spieler muss sie so neben- und aufeinander platzieren, dass er mit den angrenzenden Steinen beliebig große, jedoch zwingend gleichfarbige Rechtecke von mindestens 2×2 Steinen erzeugt. Eine von links nach rechts durchlaufende Pulswelle tilgt diese Steine dann aus dem Spielfeld, sobald sie sie berührt, und der Spieler erhält Punkte für seinen Highscore. Um den Block optimal zu platzieren, kann der Spieler ihn während der Fallbewegung von links nach rechts bewegen, rotieren oder beschleunigt herab fallen lassen. Landet ein Block auf einer Kante, so wird der überstehende Teil abgetrennt und fällt weiter nach unten. Gesteuert wird das Spielgeschehen üblicherweise über das D-Pad, bietet in dieser Fassung aber auch eine Avatar-Funktion, die das rückseitige Touchpad der Vita nutzen.
Das Aussehen der Blöcke, die Hintergrundmusik und die Hintergrundvisualisierungen sind eine optisch und akustisch aufeinander abgestimmte Einheit, die der Entwickler als Skin bezeichnet und die sich während eines Spiels mehrfach verändern kann. Die Hintergrundvisualisierungen und die Bewegung der Pulswelle orientieren sich am Tempo des Musikstücks und haben entscheidende Auswirkungen auf das Spielgefühl, da bspw. die Pulswelle die Blöcke erst zeitversetzt aus dem Spielfeld nimmt, während bereits neue Blöcke ins Feld fallen. Mit jedem Skin-Wechsel während des laufenden Spieldurchgangs verändert sich daher auch das Spieltempo in Form von Fall- und Pulsgeschwindigkeit.
Neben den Grundmechaniken gibt es Power-ups, die Sonderfunktionen auslösen, bspw. Steine mit einem zusätzlichen +-Symbol. Werden sie mit anderen Steinen der gleichen Farbe zu einem Block geformt, werden neben dem Block auch horizontal und vertikal in direkter Linie verbundene Einzelsteine der gleichen Farbe von der Pulswelle getilgt. Ein sogenannter Shuffle-Block kann das Aussehen aller Blöcke verändern, die er berührt. Zusätzlich hat der Spieler für jede Sitzung die Wahl zwischen mehreren sogenannten Avataren, die unterschiedliche Sonderfähigkeiten mitbringen, etwa das Einsetzen eines +-Steins im nächsten Block, das temporäre Verändern der Fallgeschwindigkeit oder den Austausch der nächsten Blöcke gegen einfarbige Varianten. Diese können punktuell eingesetzt werden, klassischerweise um ein Game Over zu verhindern oder das Punkteergebnis zu optimieren. Für den erneuten Einsatz muss ein als Prozentangabe symbolisierter Cooldown abgewartet werden, der durch das Antippen des rückseitigen Touchpads etwas beschleunigt werden kann. Jeder im Spielverlauf getilgte Block gibt dem Spieler Erfahrungspunkte, die er sitzungsübergreifend ansammelt und damit neue Skins und Avatare dauerhaft freischaltet.
Lumines: Electronic Symphony bietet mit Voyage, Playlist, Duel, Stopwatch und Master fünf Spielmodi, der in den Vorgängern vorhandene Puzzle-Modus fehlt dagegen. In Voyage wechselt das Spiel im Verlauf durch jeden einzelnen Skin, während Spieler in Playlist die Liedauswahl festlegen kann. Duel entspricht einem Ad-hoc-Mehrspielermodus für zwei Spieler über WLAN entspricht. In Stopwatch kann der Spieler die Spielzeit zwischen 30 Sekunden und 3 Minuten eingrenzen. Der Master-Modus besteht aus fünf Runden, die vom Schwierigkeitsgrad nochmals anspruchsvoller als der Voyage-Modus sind. Zusätzlich gibt es mit World Block eine soziale Zusatzfunktion, bei der jeder Spieler die Zahl seiner getilgten Blöcke an einen zentralen Server überträgt, um im selben Maße Blöcke in einem aus Millionen Steinen bestehenden Riesenblock aufzulösen. Ziel der Community ist die Auflösung des Blocks innerhalb einer bestimmten Frist.

## Entwicklungsgeschichte
Das grundlegende Spielprinzip wurde vom ehemaligen Sega-Entwickler Tetsuya Mizuguchi für das 2004 als Launchtitel auf PlayStation Portable veröffentlichte Lumines: Puzzle Fusion entwickelt. Mizuguchi betrachtete den Vita-Vorgänger als einen tragbaren Walkman mit Bildschirm, für den er ein Spielkonzept rund um Musik entwickeln wollte. Mit der Ankündigung des PSP-Nachfolgers wollte Mizuguchi das Spielprinzip mit den Möglichkeiten der neuen Hardwaregeneration überarbeiten und ein weiteres Mal veröffentlichen. Ähnlich wie bei seinem Rail Shooter Rez sollte die Musik Zen-artig mit dem Gameplay verschmelzen und von diesem beeinflusst werden.
Laut Produzent James Mielke wurde der Vita-Ableger als Reboot betrachtet, der etwas frischen Wind in die Reihe bringen sollte. Mielke pitchte Q Entertainments Publisher Ubisoft das Spiel daher zunächst als Daft Punk Lumines, das ursprünglich ausschließlich mit Musikstücken des französischen Electroduos Daft Punk bestückt werden sollte. Das Projekt erhielt im August 2010 die Freigabe. Doch trotz positiver Erstgespräche scheiterte dieses Konzept aus Zeitgründen, da das Duo mit der Fertigstellung des Soundtracks für den Film Tron Legacy ausgefüllt war und nicht seine bereits veröffentlichten Stücke für das Spiel zur Verfügung stellen wollte. Mizuguchi kam mit der Idee eines Lumines mit Blumen und leuchtenden Farben auf, Mielke mit der Vorstellung einer Reise durch den Weltraum und darüber hinaus. Das daraus entstehende Alternativkonzept bildete die Grundlage, die im Verlauf der Entwicklung noch mehrfach angepasst wurde.
Da Q Entertainment durch Verzögerungen ihres Spieleprojekts Child of Eden keine Entwicklungskapazitäten frei hatte, wurde mit den Rocket Studios ein externes Programmierteam, bestehend aus ehemaligen Hudson-Soft-Mitarbeitern, hinzu geholt. Ein ebenfalls von extern hinzugezogener Game Director wurde jedoch nach einiger Zeit aufgrund kreativer Differenzen durch den Ubisoft-Designer Ding Dong (u. a. Ghost Recon: Advanced Warfighter, Prince of Persia: The Forgotten Sands) ersetzt. Ding Dong legte bspw. Wert darauf, die Hintergrundvisualisierung so an die Bewegung der Blöcke anzupassen, um das Gefühl der Dynamik zu verstärken.
Eine besondere Herausforderung war die Lizenzierung der Musikstücke, da erst zahlreiche Genehmigungen von unterschiedlichen Rechteinhabern (bspw. Songschreiber, Verlag, Musiklabel etc.) eingeholt werden mussten, ohne die die Entwicklung der entsprechenden Skins nicht begonnen werden konnte. Zugleich mussten für jeden Song von vorneherein passende Alternativen benannt werden, falls ein Lizenzdeal nicht zustande kommen sollte. Die Finalisierung der Playlist dauerte rund sechs Monate. Da das Team keinerlei Expertise für die Entwicklung kompetitiver Spiele über das Internet besaß und die Präzision bei gleichzeitig hoher Spielgeschwindigkeit eine entscheidende Rolle spielen, entschied man sich lediglich einen lokalen Ad-hoc-Mehrspielermodus einzubauen.
Für die Vermarktung des Spiels wurde unter anderem das britische Designstudio Build herangezogen, dessen Gründer bereits an Wipeout (optisch designt von The Designers Republic) gearbeitet hatten. Build designte das Logo neu und legte eine neue Schriftart fest, der Entwurfsvorschlag für das Covermotiv wurde von Ubisofts Marketingabteilung jedoch abgelehnt und durch ein anderes Motiv ersetzt.

## Rezeption
Das Spiel erhielt mehrheitlich positive Kritiken.

„Wenn Lumines-Steine aus Fleisch bestünden, wäre Electronic Symphony das vegetarische Alternativgericht: Hier ist einfach zu wenig dran! Die Reise durch funkelnde Diskotheken im Rhythmus schwungvoller Beats ist ein wundervoller Zeitvertreib, aber nachdem man ihn an einem Abend komplett erlebt hat, verhungert man.“

“Lumines Electronic Symphony is the best version of the classic puzzler to date, packing some great music and some interesting new twists for newcomers and experienced players alike.”

„Lumines Electronic Symphony ist die bisher beste Version des klassischen Puzzlespiels, mit großartiger Musik und einigen interessanten Neuerungen für Neulinge und erfahrene Spieler gleichermaßen.“

“The good thing about Lumines is you can play in mammoth sessions if you choose to, or you can dip in for a quick session when you see fit. The replayability is exceptional and it’s really a big credit for Q Entertainment for creating such an addictive title. The game feels polished and well put together, and it’s certainly a title to come back to for years to come, as the concept doesn’t grow old much like Tetris never did and the soundtrack has cherry picked classics that will hopefully remain timeless.”

„Das Gute an Lumines ist, dass man es wahlweise in einer Mammutsitzung spielen oder bei passender Gelegenheit nur mal kurz für eine schnelle Session eintauchen kann. Der Wiederspielwert ist herausragend und es ist wirklich der große Verdienst von Q Entertainment, einen so fesselnden Titel geschaffen zu haben. Das Spielgefühl ist ausgefeilt und gut designt, und es ist sicherlich ein Titel, auf den man in den kommenden Jahren zurückkommen wird, da das Konzept ähnlich wie bei Tetris nicht altert und der Soundtrack sich aus handverlesenen, hoffentlich zeitlosen Klassiker zusammensetzt.“

2012 erwarben das japanische Unternehmen Mobcast und Mizuguchis neues Studio Enhance Games gemeinsam die Rechte an Lumines und Meteos von Q Entertainment.